# La Vicogne
La Vicogne (picardisch: L’Vicongne) ist eine nordfranzösische Gemeinde mit 242 Einwohnern (Stand 1. Januar 2022) im Département Somme in der Region Hauts-de-France. Die Gemeinde liegt im Arrondissement Amiens,  und gehört zum Kanton Corbie.

## Geographie
La Vicogne liegt rund sechs Kilometer nördlich von Villers-Bocage und 17 Kilometer nördlich von Amiens an der Route nationale 25. Zu La Vicogne gehören der Weiler Le Rousel und das Gehöft Vert Galant.

## Einwohner
| 1962 | 1968 | 1975 | 1982 | 1990 | 1999 | 2006 | 2011 |
| ---- | ---- | ---- | ---- | ---- | ---- | ---- | ---- |
| 85   | 86   | 100  | 151  | 168  | 195  | 236  | 251  |

## Verwaltung
Bürgermeister (maire) ist seit 2008 Jean-Pierre Janquin.

## Sehenswürdigkeiten
- Kirche Saint-Éloi aus dem 19. Jahrhundert
- Schloss